# ملادا بوليسلاف
ملادا بوليسلاف (بالتشيكية: Mladá Boleslav; بالألمانية: Jungbunzlau) هي مدينة في محافظة بوهيميا الوسطى بجمهورية التشيك وتقع على الضفة الغربية من نهر إيزيرا حوالي 50 كيلومتر (31 ميل) شمال العاصمة براغ.
تأسست في النصف الثاني من القرن العاشر من قبل الملك بوليسلاف الثاني كقصر ملكي لأنه كان هناك قصر ملكي باسم بوليسلاف بالقرب من براغ, هذا القصر الجديد باسم قصر الشاب (Mladá) حتى يتم تميز هذا القصر عن قصر بوليسلاف القديم.

## رياضة
شارك فريق كرة القدم المحلي نادي ملادا بوليسلاف في الدوري التشيكي لكرة القدم وتم ترشيح النادي 4 مرات للفوز في دوري أوروبا.

## المدن المتوأمة والشقيقة
ملادا بوليسلاف متوأمة مع:
- ديبورغ، ألمانيا
- كينغز لين، بريطانيا العظمى
- بيزينوك، سلوفاكيا
- فانتا، فنلندا

## أعلام
- جيري ماسيك
- جوزيف لودفيغ هولوب
- يان كيسيلا
- رودلف كراوس
- جيري شوبرت
- جان أوغوستا